# 欽敦江南鰍
欽敦江南鰍（學名：Schistura chindwinica）為輻鰭魚綱鯉形目條鰍科南鰍屬的其中一種。被IUCN列為易危保育類動物，分布於亞洲印度曼尼普爾邦淡水流域，體長可達6.5公分，棲息在河川底中層水域，生活習性不明。

## 扩展阅读
維基物種上的相關：欽敦江南鰍